# Bror Bellander (bankman)

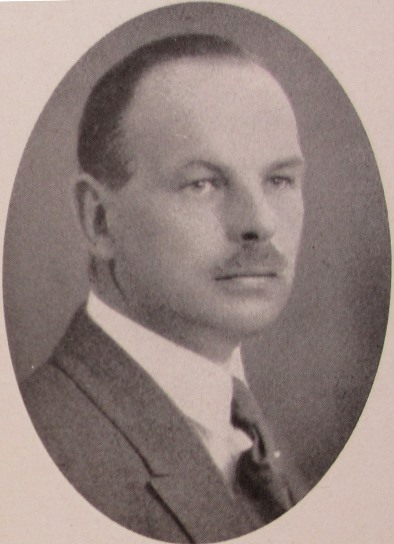
Bror Bellander.

Bror Johan Olof Bellander, född 23 november 1883 i Bollnäs, död 30 april 1943 i Söderhamn, var en svensk bankman. Han var son till Bror Bellander (1845–1913) och bror till Adolf Bellander.
Bellander, som studerade vid Gävle högre allmänna läroverk, Frans Schartaus Handelsinstitut i Stockholm och bedrev språk- och bankstudier i Storbritannien, var anställd i olika affärsbanker 1904–1919, bedrev egen verksamhet inom olika industrier 1919–1926, blev kamrer i Söderhamns stads och Sydöstra Hälsinglands Sparbank 1926  och var direktör där från 1935.